# Valle de Zongo
El valle de Zongo es un valle subandino de Bolivia, ubicado en la provincia de Murillo en el departamento de La Paz, a 76 km al noroeste de la ciudad de La Paz. El valle sigue el curso del río del mismo nombre y encuentra su naciente detrás la cordillera Real concretamente en la espalda de la montaña del Huayna Potosí a 6.090 m s. n. m. recorriendo hasta los 800 m s. n. m. entre la zona tropical de Los Yungas y Guanay.
El valle de Zongo pertenece al macrodistrito de Zongo del municipio de La Paz. Los habitantes de este valle están asentados en pequeños caseríos a lo largo del  camino carretero que recorre paralelo al río del mismo nombre.

## Historia
Durante la época de la colonia, el valle de Zongo mantenía su tradición de zona productora de hoja coca y fue explotada como un centro de provisión del llamado “oro verde”, usado para la explotación de las minas durante esa época.

## Geografía
El valle de Zongo se encuentra en la parte norte del municipio de La Paz, perteneciendo administrativamente al Macrodistrito Zongo del municipio. La zona este del valle forma parte del parque nacional Cotapata, cuyo territorio abarca también el municipio de Coroico.
Su superficie tiene una diversidad de pisos ecológicos con bofedales, páramos, cejas de monte, bosques andinos, bosques húmedos, entre otros.
En el valle de Zongo se da una precipitación anual promedio de 3000 mm, con un incremento entre los meses de enero a marzo y un periodo seco entre junio y julio.

## Medioambiente
El valle de Zongo es un territorio de gran riqueza natural y con una excelente biodiversidad. Gran parte del territorio del distrito de Zongo, donde se encuentra el valle de Zongo, conserva su biodiversidad y sus características naturales debido a la falta de acceso caminero. Sin embargo, hay amenazas a su biodiversidad por la explotación de los valles medios de la frontera agrícola de la coca, la penetración hacia la zona de Zongo Tropical por el municipio de Caranavi al noreste, el fraccionamiento de tierras que se realiza en la parte alta del valle de Zongo y la extracción minera al centro del valle bajo. La deforestación por la tala de bosques es una nueva amenaza que pone en riesgo su biodiversidad.
En 2020 se hizo el hallazgo de 20 especies nuevas para la ciencia mediante el trabajo de 17 científicos, a través de la ONG Conservación Internacional y el apoyo del Museo Nacional de Historia Natural de Bolivia y el Herbario Nacional de Bolivia. En esta expedición se logró registrar un total de 1.700 especies que viven en el valle.
Entre las especies redescubiertas están la rana Oreobates zongoensis, la mariposa sátiro (Euptychoides fida ) y la planta Stromanthe angustifolia.

## Economía
En el valle de Zongo se genera energía hidroeléctrica mediante plantas que sirven a las ciudades de La Paz y El Alto. En agosto de 1990 la Compañía Boliviana de  Energía  Eléctrica firmó un acuerdo de franquicia con el gobierno boliviano que autoriza la explotación del valle de Zongo para la generación de energía eléctrica hasta el año 2030, en sus ríos Zongo y Tiquimani. Actualmente el valle de Zongo genera un total aproximado de 115 mega watts. Existen 8 plantas generadoras en  el valle de Zongo: Botijlaca, Cuticucho, Santa Rosa, Sainani, Chururaqui, Harca y Cahua. Existe además un reservorio de almacenamiento principal en la cabecera del valle que abastece a la planta de Zongo.

## Turismo
En la zona se pueden observar restos arqueológicos de la cultura tiahuanacota e inca en forma de caminos y sistemas de andenerías agrícolas, construcciones arquitectónicas y hasta restos de pueblos abandonados que confirman la importancia de la producción de coca en esos tiempos. También se está desarrollando la práctica de escalada, trecking a través del Choro, camping, biking, además de contar con infraestructura con refugios de montaña, albergues comunitarios y artesanía.